# Napomyza genualis
Napomyza genualis este o specie de muște din genul Napomyza, familia Agromyzidae, descrisă de Zlobin în anul 1994.
Este endemică în Mongolia. Conform Catalogue of Life specia Napomyza genualis nu are subspecii cunoscute.